# ブルンジの銀行の一覧
ブルンジの銀行の一覧
- アクセス銀行 (Access Bank)
- ベルギー銀行アフリカ (Banque Belgo-Africaine)
- ブルンジ商業銀行 (Banque Commerciale du Burundi)
- ブジュンブラ信託銀行 (Banque de Credit de Bujumbura)
- 国立開発経済銀行 (Banque Nationale de Developpement Economique)
- アフリカ銀行 (Bank of Africa)
- ブルンジ人民銀行 (Banque Populaire du Burundi)
- ダイアモンド・トラスト銀行 (Diamond Trust Bank)
- エコバンク (Ecobank)
- グローバル・トラスト銀行 (Global Trust Bank)
- インターバンク・ブルンジ (Interbank Burundi)
- ケニア商業銀行 (Kenya Commercial Bank)
- ユナイテッド銀行アフリカ (United Bank for Africa)